# El Atazar

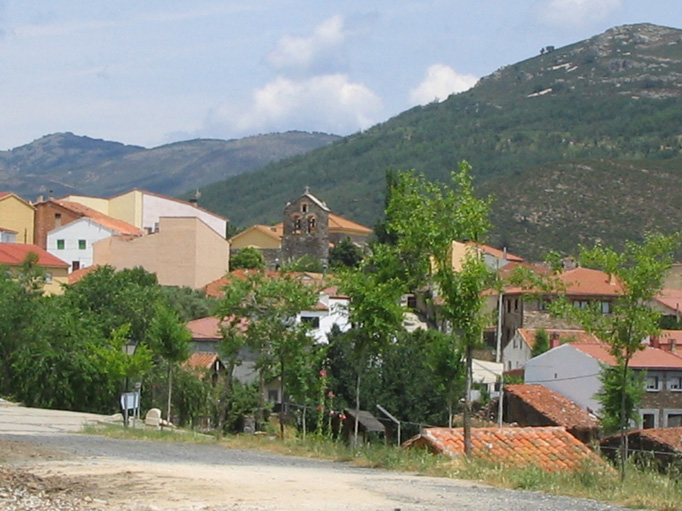

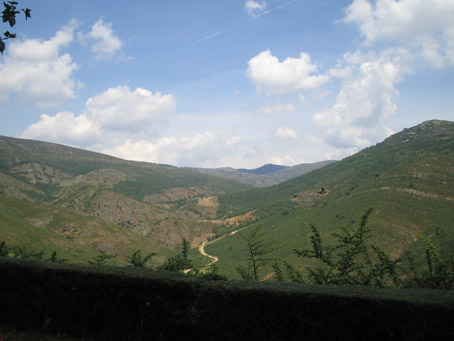
Entorno de El Atazar.

El Atazar là một đô thị trong Cộng đồng Madrid, Tây Ban Nha. Đô thị Torrejón de Velasco có diện tích 29,55 km², dân số theo điều tra năm 2010 của Viện thống kê quốc gia Tây Ban Nha là 102 người. Đô thị Torrejón de Velasco nằm ở khu vực có độ cao mét trên mực nước biển. Cự ly so với Madrid là 65 km.